# 海盜戰記
《海盜戰記》（日语：ヴィンランド・サガ）是日本漫畫家幸村誠所作的日本漫畫作品。2005年4月於《週刊少年Magazine》（講談社）上開始連載，2005年10月於同雜誌的連載結束；同年12月於《月刊Afternoon》（講談社）以月刊頁數連載再開，至2025年9月號連載結束。榮獲第13屆日本新媒體動漫藝術節漫畫部門大獎。
2018年3月19日宣布動畫化，由WIT STUDIO負責製作。
2021年7月7日宣布將推出第二季的消息，並且同步釋出了概念視覺圖以及告知影片。
2022年6月8日宣布第二季將於2023年1月播放，改由MAPPA製作。

## 劇情簡介
中世紀的維京人號稱是地表最強的民族，他們以殘暴的手段襲擊歐陸。一位傳說中的戰士托爾茲的兒子托爾芬，父親死後在殘酷的戰場上長大，跟著殺父仇人阿謝拉德四處征戰，找尋著夢幻的大地「文蘭」。

## 角色簡介
托爾芬（Thorfinn Karlsefni，聲：上村祐翔、石上静香（幼少期））
本作主要主角，出生於冰島，自小聽著草原大陸文蘭的故事而嚮往著草原之國。「約姆的戰鬼」之子，在托爾茲被阿謝拉德殺死之後，為報父仇與阿謝拉德同行，並在戰火的無情慛殘下內心逐漸扭曲，已經分不清戰爭的本質是為何而戰，只想著增強實力後報仇。
倫敦攻略戰中遇上了自己的叔公托魯克爾，在不知情之下砍斷對方兩根手指並受到托魯克爾賞識，期待有一天能與其再次決鬥，途中因任務委託關係而與庫奴特王子有了第一次的交集，在托爾芬與托魯克爾決鬥後，獲得稱號「男子漢」，再與庫奴特王子相識後，擔任貼身護衛。
於丹麥王國的大本營中親眼目睹阿謝拉德被殺後，精神一度崩潰，最後被庫奴特放逐至他鄉做為農奴販賣。
後期故事在心智上有大幅度的成長，變得沉穩低調，悟出了和平的真諦後厭惡戰爭，與庫奴特再次見面後，彼此約定會以各自的信念改變世界，因此庫奴特解除了他的農奴身分並放其自由，爾後與雷夫計畫探索文蘭，期間認識了不少夥伴，最後陰錯陽差抵達約姆斯堡而被捲入約姆戰士團的內戰中，更是因出手平定內戰後被推從為約姆戰士團團長，但剛上任的瞬間馬上將約姆戰士團宣告解散，改變了北海區域的歷史。
約姆內戰篇結束後，與古茲莉茲結婚，育有一子，一行人在希臘待了一段時間，兩年後回到冰島，準備前往文蘭。
角色原型取自歷史探險家托爾芬∙卡瑟芬尼
阿謝拉德（Askeladd，聲：內田直哉）
一支維京海盜團的首領，驍勇善戰、足智多謀。丹麥與威爾斯的混血兒，父親是丹麥貴族，母親是威爾斯的名門之後，被父親俘虜為奴，因為從小就開始幹粗活，而被叫做「阿謝拉德」，意思是滿身灰塵，少時就殺了父親為母親報仇，但因祖國威爾斯仍暴露在被丹麥王國侵略的風險中，於是他以維京海盜的身分開始了名為打家劫舍，實為尋找理想鄉阿瓦隆（Avalon）的英雄之旅，最終目的是希望藉由這趟旅程，能以混血兒的優勢混入丹麥王國，阻止祖國威爾斯被侵略。
在長年征戰中，阿謝拉德的身心早已疲憊不堪，對於自身的旅程存有諸多疑問，原本想要放棄旅程而投入海盜生意的他，因接了一樁殺人委託而遇上托爾茲，而托爾茲正是改變他的關鍵人物，因委託而將其殺害。之後讓渴望手刃殺父仇人的、托爾茲的兒子托爾芬跟著他四處征戰，暗中觀察托爾芬是否具有英雄的資質，並指導托爾芬戰鬥技巧，只是托爾芬的心性極不穩定，因此只能將他當成雇傭兵使用。
後來因委託與丹麥二王子庫奴特相識，第一眼看到庫奴特就認定他是擁有王者素質之人，為了激發庫努特的資質，設計殺死拉格納。被托魯克爾的追擊時遭到手下背叛，因托爾芬與托魯克爾的決鬥而僥倖存活，這時從庫奴特的成長中堅信了自己的判斷，因此加入庫奴特的陣營。
與庫奴特等人回到丹麥領地後，為庫奴特分析斯韋恩王的行動並商討政變計畫，但因斯韋恩王臨時決定要攻打威爾斯，逼迫他在祖國與庫奴特的性命中做出抉擇，而阿謝拉德選擇以計謀解圍，說出母親賦予的真名「路奇烏斯・阿托里烏斯・卡司圖斯」後，當眾斬殺了斯韋恩王，順勢引導庫奴特發動政變，讓他殺死自己。臨死前依舊擔心托爾芬，他的死亡也是影響托爾芬人格發展的重大轉折點。
表倫（Bjorn，聲：安元洋貴）
阿謝拉德的部下，也是其最親密的戰友，然而對於不理解阿謝拉特真正想法感到很在意，戰鬥力僅次於阿謝拉德,作戰時如果出現戰況膠著的情況下會吃毒蠅傘(一種香菇)變成狂戰士,展現超強戰鬥力無人能擋但不分敵我,本作與阿謝拉德一起突襲托爾茲的戰艦時第一次變身狂戰士反被托爾茲輕鬆擊倒。阿謝拉德遭到屬下背叛時,為了保護庫奴特等人遭到追擊再次化身成狂戰士,幾乎殺光所有追兵僅剩亞托利,但在覺醒的庫奴特大聲勸導下清醒,隨即遭到亞托利刺中腹部重傷,雖然得到急救但已回天乏術,在知道自己命不久矣時要求與阿謝拉德決鬥並被其殺死，死前希望能跟阿謝拉德做真正的朋友。
托爾茲（Thors，聲：松田健一郎）
主角父親，年輕時為約姆戰士團效力，有著「約姆的戰鬼」之稱，最強維京戰士。後來因厭倦了戰爭與團長女兒赫爾加一同潛逃到冰島生活，多年後斯韋恩王下令對英格蘭發動侵略而重新入伍，而戰士團團長表示願意不追究托爾茲當年的逃兵行為，並派遣手下同為約姆戰士團的佛洛基前去尋找托爾茲，假意答應參戰的托爾茲在與雷夫大叔等人前往丹麥途中遭到阿謝拉德與其海盜團暗算而喪命。
赫爾加（Helga，聲：高梁碧）
主角母親，同時也是約姆戰士團團長之女、托魯克爾的姪女，與托爾茲一同潛逃到冰島生活，原本體弱，在托爾芬失蹤後病情更為嚴重，但仍相信托爾芬還活著，在托爾芬回到家後一眼就認出來，支持托爾芬等人前往文蘭。
雷夫大叔（Leif Ericson，聲：上田燿司）
冰島人，原出生地不詳，真實身分為傳說中的挪威海盜紅魔艾瑞克之子。
對托爾芬敘說文蘭的傳說，啟蒙主角的關鍵人物。因托爾茲對其有恩，於托爾芬失蹤後仍鍥而不捨的尋找他。
在丹麥王國中找到了托爾芬，本想帶其離開，但因庫奴特發動政變導致與托爾芬再次分離，後來再次找到化為農奴的托爾芬後，幫助托爾芬拯救農民並一同離開。與托爾芬回到冰島後，開始計畫前往草原大陸文蘭，與托爾芬再次踏上旅程，其後同樣被捲入約姆戰士團的內戰，並見證了托爾芬改變北海歷史的瞬間。
佛洛基（Floki，聲：斧アツシ）
隸屬約姆戰士團戰士之一的維京戰士，被人調侃為「骰子頭」，效力於斯韋恩王，在斯韋恩王下令侵略英格蘭期間，聽令於團長指示去尋找托爾茲，實質則是私下與阿謝拉德勾結趁機除掉托爾茲，是托爾芬真正意義上的殺父仇人。
有一個獨孫，在團長死後想要扶植其孫登上約姆戰士團團長之位，這也是他想除掉當時有很大機會接任團長之位的托爾茲之原因。斯韋恩王駕崩後，除掉庫努特的計劃以失敗告終，因此回到約姆戰士團，後來被捲入約姆戰士團的內戰中。托爾芬得知他才是真正的殺父仇人，但最終選擇原諒他，最後托爾芬繼承團長之位後將其與孫子巴爾托爾一同放逐。
托魯克爾（Thorkell the Tall，聲：大塚明夫）
有「高個子」稱號，力量體能等異常強大且非常好戰，為約姆戰士團戰士之一，自稱戰士團第二強（第一是托爾茲），是戰士團團長的弟弟，赫爾加的叔叔，也是主角托爾芬的叔公。在倫敦攻城戰中為英格蘭作戰，擊退了阿謝拉德等丹麥軍隊。在與托爾芬的戰鬥中被斬斷右手無名指及小指，左眼也被戳瞎，爾後加入庫努特王子的麾下。
故事後期因庫奴特不讓他上第一線戰鬥，且盡可能避免無謂的戰爭，而開始對庫奴特的安排逐漸心生不滿，之後因受佛洛基的引誘而抵達約姆斯堡，再次碰上托爾芬；佛洛基為了剷除托爾芬進而確保孫子的團長繼承權，而引發了一連串的事件，造成約姆戰士團內戰爆發。內戰被托爾芬平定後，他與其他約姆戰士推從托爾芬為團長並拿出了庫奴特王的王權命令狀震攝了所有約姆戰士，進而使托爾芬成功解散約姆戰士團。
之後與托爾芬等人去探望托爾茲的墓，因想讓托爾芬還人情而對其提出決鬥，但托爾芬毫無戰意，引起了古茲莉茲的不滿而代替托爾芬上陣決鬥，但他卻反而當起古茲莉茲的助攻，促成古茲莉茲成功對托爾芬說出愛的告白，對托爾芬表示人情先欠著，說服托爾芬與古茲莉茲兩人結婚。
庫奴特王子（Canute the Great，聲：小野賢章）
本作第二男主角，丹麥王子，為半神話傳說中堪稱為傳奇的維京之王庫奴特一世的後裔，高姆是他的祖先，藍牙王之孫。
初期外貌如女性般的絕世美男子，政變後經歷數年成為北海帝王時，其長相變得更為粗獷和成熟。
在王位爭奪戰中親眼見到拉格納的死亡，以及神父對於「神愛世人」與「愛的本質」的提問，確立了自己的本分而一改過往懦弱的性格，理解了阿謝拉德的用心後，以叛亂的罪名在眾目睽睽下，忍痛殺死阿謝拉德，在斯韋恩王死後登基為丹麥國王，也就是歷史上有名的庫奴特大帝，人稱「庫奴特二世」，為北海帝國的統治者，更是在之後征服了瑞典，一度成為歐洲真正的霸主。
斯韋恩王（Sweyn Forkbeard，聲：菅生隆之）
丹麥開國國王高姆之後裔，藍牙王之子，北海帝國歷史中有名的「八字鬍」斯韋恩，於西元983年發動政變並殺死自己的生父藍牙王後成為丹麥國王。
為人滿腹心機、暴虐無道，發動對聯合王國的戰爭企圖奪取英格蘭王位，屢次想暗殺庫奴特但都失敗，後來與阿謝拉德見面後對其起了戒心，認為阿謝拉德是最大阻礙，因此逼迫他在庫奴特的性命與祖國威爾斯之間做出抉擇，但遭到阿謝拉德當眾斬首。

## 出版書籍
Magazine Comics版
| 冊數 | 講談社         | 講談社                 | 東立出版社    | 東立出版社         |
| 冊數 | 發售日期       | ISBN                   | 發售日期      | ISBN               |
| ---- | -------------- | ---------------------- | ------------- | ------------------ |
| 1    | 2005年7月15日  | ISBN 978-4-06-363559-1 | 2006年7月17日 | ISBN 986-11-8587-9 |
| 2    | 2005年11月17日 | ISBN 978-4-06-363580-5 | 2006年7月17日 | ISBN 986-11-8588-7 |

Afternoon KC版
| 冊數 | 講談社         | 講談社                 | 東立出版社     | 東立出版社             |
| 冊數 | 發售日期       | ISBN                   | 發售日期       | ISBN                   |
| ---- | -------------- | ---------------------- | -------------- | ---------------------- |
| 1    | 2006年8月23日  | ISBN 4-06-314423-2     | 不適用         | 不適用                 |
| 2    | 2006年9月22日  | ISBN 4-06-314428-3     | 不適用         | 不適用                 |
| 3    | 2006年10月23日 | ISBN 4-06-314433-X     | 2007年3月19日  | ISBN 978-986-11-9168-3 |
| 4    | 2007年2月23日  | ISBN 978-4-06-314440-6 | 2007年7月4日   | ISBN 978-986-11-9662-6 |
| 5    | 2007年10月23日 | ISBN 978-4-06-314473-4 | 2008年4月22日  | ISBN 978-986-10-0848-6 |
| 6    | 2008年6月23日  | ISBN 978-4-06-314510-6 | 2009年3月12日  | ISBN 978-986-10-2088-4 |
| 7    | 2009年2月23日  | ISBN 978-4-06-314544-1 | 2009年7月9日   | ISBN 978-986-10-3385-3 |
| 8    | 2009年9月23日  | ISBN 978-4-06-314581-6 | 2010年3月31日  | ISBN 978-986-10-4480-4 |
| 9    | 2010年6月23日  | ISBN 978-4-06-310672-5 | 2011年3月1日   | ISBN 978-986-10-5959-4 |
| 10   | 2011年4月22日  | ISBN 978-4-06-310736-4 | 2011年12月15日 | ISBN 978-986-10-7525-9 |
| 11   | 2012年1月23日  | ISBN 978-4-06-387801-1 | 2012年12月13日 | ISBN 978-986-10-7777-2 |
| 12   | 2012年11月22日 | ISBN 978-4-06-387850-9 | 2013年10月4日  | ISBN 978-986-324-327-4 |
| 13   | 2013年7月23日  | ISBN 978-4-06-387909-4 | 2014年11月3日  | ISBN 978-986-337-105-2 |
| 14   | 2014年2月21日  | ISBN 978-4-06-387956-8 | 2015年4月3日   | ISBN 978-986-348-508-7 |
| 15   | 2014年10月23日 | ISBN 978-4-06-387999-5 | 2015年12月3日  | ISBN 978-986-382-051-2 |
| 16   | 2015年6月23日  | ISBN 978-4-06-388062-5 | 2016年11月4日  | ISBN 978-986-431-696-0 |
| 17   | 2016年1月22日  | ISBN 978-4-06-388109-7 | 2017年2月17日  | ISBN 978-986-462-900-8 |
| 18   | 2016年8月23日  | ISBN 978-4-06-388170-7 | 2017年6月7日   | ISBN 978-986-470-875-8 |
| 19   | 2017年4月21日  | ISBN 978-4-06-388251-3 | 2018年4月12日  | ISBN 978-986-486-161-3 |
| 20   | 2017年11月22日 | ISBN 978-4-06-510362-3 | 2018年7月19日  | ISBN 978-957-26-0182-2 |
| 21   | 2018年8月23日  | ISBN 978-4-06-512433-8 | 2019年8月29日  | ISBN 978-957-26-1733-5 |
| 22   | 2019年6月21日  | ISBN 978-4-06-515180-8 | 2020年7月20日  | ISBN 978-957-26-3455-4 |
| 23   | 2019年11月22日 | ISBN 978-4-06-517507-1 | 2021年2月19日  | ISBN 978-957-26-4533-8 |
| 24   | 2020年10月23日 | ISBN 978-4-06-521004-8 | 2022年2月21日  | ISBN 978-957-26-6020-1 |
| 25   | 2021年7月21日  | ISBN 978-4-06-523605-5 | 2022年12月16日 | ISBN 978-957-26-7656-1 |
| 26   | 2022年5月23日  | ISBN 978-4-06-527928-1 | 2023年9月14日  | ISBN 978-957-26-9510-4 |
| 27   | 2023年6月22日  | ISBN 978-4-06-531910-9 | 2023年12月21日 | ISBN 978-626-372-526-3 |
| 28   | 2024年6月21日  | ISBN 978-4-06-535519-0 | 2025年2月24日  | ISBN 978-626-02-3439-3 |

導讀手冊
2019年7月23日發售、ISBN 978-4-06-516384-9

## 電視動畫
2018年3月由TWIN ENGINE企劃發佈動畫化的消息。电视动画2019年7月至12月播放。

### 製作人員
- 原作：幸村誠
- 監督：籔田修平
- 系列構成：瀬古浩司
- 劇本：瀬古浩司、豬原健太
- 人物設計：阿比留隆彦
- 色彩設計：橋本賢
- 美術監督：竹田悠介、平林泉、大貫賢太郎
- 美術：Bamboo
- 3DCG監督：竹鼻麻由（第一期）；小川耕平（第二期）
- 3DCGI：Chiptune（第一期）；Marco（第二期）
- 攝影監督：川下裕樹
- 攝影、特殊效果：MADBOX
- 編輯：木村佳史子
- 音響監督：二
- 音樂：
- 音響制作：
- 製作人：藤山直廉、上田陽子、杉田光啟（第一期）；藤山直廉、松本整、米澤明、大和雅惠（第二期）
- 動畫制作：WIT STUDIO（第一期）；MAPPA（第二期）
- 製作：海盜戰記製作委員會（第一期）；海盜戰記 SEASON2製作委員會（第二期）

### 主題曲

#### 第一期
片頭曲
「MUKANJYO」（第1話 - 第12話）
作詞、作曲、編曲、主唱：Survive Said The Prophet
「Dark Crow」（第13話 - 第24话）
作詞：Kamikaze Boy、Jean-Ken Johnny，作曲：Kamikaze Boy，編曲：MAN WITH A MISSION、Kohsuke Oshima，主唱：MAN WITH A MISSION
片尾曲
「Torches」（第1話 - 第12話）
作詞：aimerrhythm，作曲：飛內將大，編曲：玉井健二、飛內將大，主唱：Aimer
「Drown」（第13話 - 第24话）
作詞、作曲：milet、Ryosuke"Dr.R"Sakai，編曲：Ryosuke"Dr.R"Sakai，主唱：milet

#### 第二期
片頭曲
「River」（第1話 - 第12話）
作詞：Anonymouz，作曲：Anonymouz、Valerie James、Peter James，編曲：Ryuichi Kureha，主唱：Anonymouz
「Paradox」（第13話 - 第24話）
主唱：Survive Said The Prophet
片尾曲
「Without Love」（第1話 - 第12話）
作詞、作曲：LMYK、James Harris III、Terry Lewis、John Jackson，主唱：LMYK
「Ember」（第13話 - 第24話）
主唱：haju:harmonics

### 劇集列表
| 第1部 |                     | |                    |                    |                            |                |
| 1 | 並非此地的某處 （） | 阿比留隆彥、井川麗奈、加藤美穗 | 瀨古浩司           | 籔田修平           | 籔田修平                   | 2019年7月7日   |
| 10世紀時，在約龍阿沃格海戰中，驍勇善戰的約姆戰士團隊長托爾茲對殺敵感到厭倦，便在墜海後拋下戰友，帶妻子赫爾加逃到冰島，與女兒尤諾瓦、兒子托爾芬平靜度日。托爾芬自小從水手雷夫口中聽到許多冒險故事，並渴望成為冒險家，尋找傳說中的夢幻之地「文蘭」。某日，托爾茲收留一名逃跑的奴隸，次日，奴隸主哈夫丹來到村子要求歸還奴隸，托爾茲拒絕他，並以八隻羊買下奴隸，不久後奴隸便死了。 |                     | |                    |                    |                            |                |
| 2 | 劍 （）             | 山中正博、長谷川早紀、稲田俊子 | 瀨古浩司           | 長沼範裕           | 左藤洋二                   | 2019年7月7日   |
| 1002年，英格蘭和丹麥的戰爭越演越烈，英格蘭人在諾森布里亞屠殺了一群維京人。約姆戰士團的佛洛基率領一支部隊造訪托爾茲的村莊，希望他重返戰士團對抗英格蘭人，並承諾他在15年前的逃兵行為可以一筆勾消，同時以村民作要脅。為了避免村民受到傷害，托爾茲不得不和村裡的青年一起參軍。托爾芬和村裡的青年對開戰前的氣氛感到興奮，但他們絲毫不知戰爭險惡。同時，在法羅群島，阿謝拉德密謀在托爾茲一行人抵達後屠殺他們。 |                     | |                    |                    |                            |                |
| 3 | 戰鬼 （）           | 長谷川早紀、若狹賢史 | 瀨古浩司           | 佐野隆史           | 山本陽介                   | 2019年7月7日   |
| 阿謝拉德是一支維京海盜團的團長，他和佛洛基討價還價，索求雙倍報酬。村裡的青年都信誓旦旦地為了首戰而準備，托爾茲和雷夫分別乘兩艘船，各率五位青年出航，但雷夫向一位少女透露，托爾茲無意把這些青年帶到戰場上。出航之後，青年們發現此事不如想像中容易，托爾茲更發現托爾芬藏在船上的木桶內。船在法羅群島靠岸進行補給，但眾人卻中了阿謝拉德設下的埋伏。 |                     | |                    |                    |                            |                |
| 4 | 真正的戰士 （）     | 井川麗奈、加藤美穂、高部光章、網修次郎、李少雷、阿比隆彥 | 瀨古浩司           | 齊藤哲人           | 板庇迪                     | 2019年7月28日  |
| 托爾茲接連擊倒阿謝拉德的手下，但沒有取他們性命，之後他輕易擊敗了吃下蘑菇後進入狂暴狀態的表倫。托爾茲向阿謝拉德發起決鬥，雙方激烈交鋒後，托爾茲取得勝利，但表倫把托爾芬挾為人質，托爾茲只能妥協，並遭阿謝拉德的手下亂箭射死。在目睹父親的死後，托爾芬爬上船，發誓要將阿謝拉德殺死，以報殺父之仇。 |                     | |                    |                    |                            |                |
| 5 | 戰鬼之子 （）       | 阿比留隆彥、若狹賢史、村田睦明、栗原基彥 | 豬原健太、瀨古浩司 | 小林敦             | 平向智子、左藤洋二         | 2019年8月4日   |
| 阿謝拉德和手下從亨伯河口登陸英格蘭進行補給，他們劫掠當地村落，托爾芬上岸後打算趁夜暗殺熟睡的阿謝拉德，但他沒能做到。之後托爾芬獨自在森林裡修練，並再次向阿謝拉德提出決鬥。阿謝拉德再次輕鬆擊敗他，並承諾他若是能在戰場上立功，就再次和他決鬥。 |                     | |                    |                    |                            |                |
| 6 | 旅途的開始 （）     | 稻田俊、李少雷 | 豬原健太、瀨古浩司 | 佐野隆史           | 山本陽介                   | 2019年8月11日  |
| 阿謝拉德和手下順流來到根斯堡，在那裏發現一批維京人屍體，托爾芬尾隨在後，對空氣中瀰漫的屍臭感到作嘔。阿謝拉德和丹麥軍隊達成協議，和他們一起對抗英格蘭並趁機搜刮財寶。當晚他們遭到英格蘭襲擊，托爾芬試圖作戰，遭英格蘭戰士壓制在地，但他被阿謝拉德救了。儘管如此，托爾芬最終還是殺死一名英格蘭士兵。托爾芬加入阿謝拉德的軍隊，之後數年他不斷磨練自己，並接連在戰場上立功，進而成為一名冷酷的戰士，並渴望著再次決鬥的機會。1008年，托爾芬在東盎格利亞執行任務時負傷，被一對農家母女所救，他後來發訊號讓阿謝拉德和他的手下攻擊這個村莊，但仍然要農家母女趕緊逃跑。 |                     | |                    |                    |                            |                |
| 7 | 北人 （）           | 阿比留隆彥、山中正博、若狹賢史、村田睦明、佐藤誠之、栗原基彥 | 豬原健太、瀨古浩司 | 小林敦             | 內田信吾                   | 2019年8月18日  |
| 1012年冬，丹麥國王斯韋恩王讓遠征英格蘭的大軍休養，以利隔年夏天全面進攻，而阿謝拉德的海盜團啟程前往法國尋找獵物。他們派托爾芬前去談判，表面上為諾曼人提供協助，實際上則搶先洗劫要塞的財寶，而托爾芬則隻身登上要塞，取走敵將首級。之後阿謝拉德兌現承諾，同意和托爾芬進行決鬥。 |                     | |                    |                    |                            |                |
| 8 | 大海的盡頭 （）     | 渡邊慶子、李少雷 | 豬原健太、瀨古浩司 | 越田知明           | 越田知明                   | 2019年8月25日  |
| 阿謝拉德帶著手下回到日德蘭半島，此處是領主高姆的領地。托爾芬和阿謝拉德進行決鬥，過程中阿謝拉德刻意激怒托爾芬，並趁他莽撞進攻時擊倒了他。1013年，斯韋恩王下令入侵英格蘭北部，丹麥軍隊和阿謝拉德海盜團這樣的維京傭兵從根斯堡登陸，但面對戒備森嚴的商業之都倫敦，他們不敢貿然出擊。 |                     | |                    |                    |                            |                |
| 9 | 倫敦橋的死鬥 （）   | 吉岡毅、李少雷、山中正博、村田睦明、山本無以 | 豬原健太、瀨古浩司 | 松林唯人           | 板庇迪                     | 2019年9月1日   |
| 身形魁梧的托魯克爾率軍守在倫敦橋上，阿謝拉德承諾托爾芬，若是他能取下托魯克爾的項上人頭，便同意和他再次決鬥。面對經驗豐富的托魯克爾，托爾芬只能勉強弄斷他兩根手指，之後便負傷撤退。因倫敦難攻不破，國王留下庫奴特王子，讓拉格納擔任副將，輔佐他率軍繼續圍城，而其餘軍隊則出師威塞克斯。 |                     | |                    |                    |                            |                |
| 10 | 諸神的黃昏 （）     | 渡邊慶子、稻田俊子、村田睦明、長谷川早紀、若狹賢史、前原薫 | 豬原健太、瀨古浩司 | 市村徹夫           | 須之內佑典、櫻庭愛子       | 2019年9月15日  |
| 面對托魯克爾的挑釁，拉格納的手下感到不耐，但拉格納制住了他們。阿謝拉德的手下也因為無所事事而感到厭煩，但在得知托魯克爾已經將庫奴特俘虜的消息後，便動身前去營救王子以換取可期的龐大報酬。 |                     | |                    |                    |                            |                |
| 11 | 豪賭 （）           | 渡邊慶子、佐藤誠之、李少雷、山中正博、稻田俊子、若狹賢史、栗原基彥、松本幸子 | 豬原健太、瀨古浩司 | 佐藤真二           | 吉川志我津                 | 2019年9月22日  |
| 托魯克爾押著淪為人質的庫奴特和拉格納經過森林，但丹麥的軍隊追上他們，托魯克爾假裝釋放人質，但隨後對丹麥軍隊發起攻擊，並慫恿丹麥士兵進行沒有勝算的戰鬥。同時，阿謝拉德率人放火焚燒森林，托爾芬趁著濃煙帶走庫奴特，托魯克爾判斷要搶回庫奴特必須犧牲許多手下，便允許他把庫奴特帶走。 |                     | |                    |                    |                            |                |
| 12 | 對岸之國 （）       | 村田睦明、辻村幸輝、山中正博、稲田俊子、門脇聰、リ ドンイク、パク ヘラン、長谷川早紀、渡邊慶子、若狹賢史、山本無以、千葉崇明、工藤晃子、坂田直美、久野未來、井上修一                     | 豬原健太、瀨古浩司 | 越田知明           | 左藤洋二                   | 2019年9月29日  |
| 阿謝拉德一行人被托魯克爾和他的手下追擊，他們行至布里斯托灣，威爾斯摩根王國的將軍格拉提努斯迎接他們。阿謝拉德指派托爾芬擔任庫奴特的護衛。然而當他們抵達布雷切尼奧王國時，卻遭山頂上的弓手包圍。 |                     | |                    |                    |                            |                |
| 13 | 英雄之子 （）       | 若狹賢史、渡邉慶子、稲田俊子、村田睦明、門脇聡、工藤晃子、井上修一、栗原基彥、松本幸子、栗西祐輔、久野未來、パク ヘラン、二宮壯史、阿比留隆彥、坂田直美                                  | 豬原健太、瀨古浩司 | 福田道生           | 山本陽介                   | 2019年10月6日  |
| 1013年11月，佛洛基向丹麥國王稟報戰情，表示庫奴特可能已經遭托魯克爾俘虜。與此同時，布雷切尼奧王國的阿賽爾擋下了阿謝拉德一行人，直到阿謝拉德透露自己有威爾斯血統，並自稱是阿托里烏斯王後裔，將作為威爾斯在丹麥的內應，促使雙方結盟。為了避免與威爾斯人發生衝突，阿謝拉德讓手下解除武裝，偽裝成俘虜以通過布雷切尼奧。抵達麥西亞北部後，他們轉而加入位於蓋恩斯伯勒的丹麥主力軍。 |                     | |                    |                    |                            |                |
| 14 | 曉光 （）           | 山本無以、吉岡毅、佐藤誠之、村田睦明、辻村幸輝、井上修一、松本幸子、網修次郎、栗原基彥                                                                                                   | 豬原健太、瀨古浩司 | 小林敦             | 小林敦                     | 2019年10月13日 |
| 阿謝拉德率手下穿越麥西亞北部時，他們被入冬初雪困住，飢寒交迫，便殺入一座基督徒村莊，洗劫所有糧食並將所有村民滅口。唯一的倖存者是名在市集上偷了廉價戒指的少女，她在村外的樹林向神懺悔，得以逃過滅村死劫。 |                     | |                    |                    |                            |                |
| 15 | 冬至節後 （）       | 渡邉慶子、稲田俊子、山中正博、梁炳吉、金容植、松本幸子、金容植、久野未來、阿比留隆彥 | 豬原健太、瀨古浩司 | 市村徹夫           | 板庇迪                     | 2019年10月20日 |
| 托魯克爾抵達格洛斯特，得知英格蘭貴族厭倦了戰爭，接受丹麥統治。一支英軍部隊發現阿謝拉德的蹤跡，而後者的手下認為他們的好運將盡。阿謝拉德派表倫殺死庫奴特的親信拉格納，之後聲稱他死於與英軍偷襲，並希望庫奴特王子成為足以讓他追隨的一國之君。 |                     | |                    |                    |                            |                |
| 16 | 野獸的歷史 （）     | 千葉崇明、手塚響平、若狹賢史、辻村幸輝、山本無以、松本幸子、チョウ ショウイ、田村恭穂、謝宛情、井上修一、藤井大輝、青木駿介、シム ミンヒョン                                             | 豬原健太、瀨古浩司 | 大橋譽志光         | 安藤貴史                   | 2019年10月27日 |
| 阿謝拉德拷問俘來的英軍隊長，試圖打探敵營軍情，之後他的手下帶來情報，表示托魯克爾正在接近。阿謝拉德的部分手下貪生怕死，便落荒而逃並意圖投奔托魯克爾，卻被托魯克爾殺死。阿謝拉德率手下抵達塞文河，雖然他們過河拆橋，仍被托魯克爾的部隊追上。阿謝拉德的能力受到許多手下懷疑，面臨著眾叛親離的局面。 |                     | |                    |                    |                            |                |
| 17 | 輔佐之人 （）       | 前原薫、村田睦明、佐藤誠之、渡邊慶子、門脇聰、シェ ウォン チェン、ヤン ビョンギル、山中正博、田中耕平、二宮壯史、松本幸子、萩尾圭太、青木駿介                                            | 豬原健太、瀨古浩司 | 福田道生           | 黑瀨大輔、板庇迪、山本陽介 | 2019年11月3日  |
| 阿謝拉德憶起自己照顧病母時，母親提到的傳說之地阿瓦隆。面對數十名叛徒，阿謝拉德表達了自己對丹人的厭惡，並殺死兩個叛徒。表倫和托爾芬駕雪橇帶庫奴特及神父撤退，後方有多人追趕；而阿謝拉德獨自面對叛徒，儘管他殺敵無數，卻被亂箭重傷。托魯克爾闖入戰局，給那些叛徒拚命抵抗的機會。之後托爾芬殺入戰場，要求托魯克爾交出阿謝拉德，並向托魯克爾發起決鬥。 |                     | |                    |                    |                            |                |
| 18 | 搖籃之外 （）       | 張紹偉、梁炳吉、山本無以、若狹賢史、辻村幸輝、半田大貴、山內遼、二宮壯史 | 豬原健太、瀨古浩司 | 村田和也           | 網修次郎                   | 2019年11月17日 |
| 托爾芬和托魯克爾的決鬥將決定阿謝拉德的命運，雖然托爾芬的攻勢凌厲，但托魯克爾以雪做障眼法踢飛托爾芬，讓托爾芬重摔後昏迷。另一方面，倒在雪地的庫奴特夢見拉格納，夢中拉格納向庫奴特告別，庫奴特清醒後，和神父談起愛與歧視的區別，並有所覺悟，決定親自面對目前的局勢，並決心要成為王。 |                     | |                    |                    |                            |                |
| 19 | 聯手 （）           | 渡邊慶子、村田睦明、山中正博、手塚響平、沈慜賢、若狹賢史、辻村幸輝、山本無以、松本幸子、田村恭穗、千葉崇明、久野未來、宮崎里美、菊池聰延、富田惠美、宮村明、豬瀨富士夫、栗西祐輔、梁炳吉 | 豬原健太、瀨古浩司 | 佐野隆史           | 左藤洋二                   | 2019年11月24日 |
| 托爾芬清醒後暫時無力再戰，並在接受治療時聽托魯克爾回顧過往。托魯克爾表示自己和托爾茲都是約姆戰士團的大隊長，托魯克爾是團長的胞弟，因此也是托爾芬的叔公。托爾茲在墜海後被視為身亡，但在他葬禮後的三個月，托魯克爾和托爾茲重逢，托爾茲決心捨棄戰場，徒手把托魯克爾擊昏後，便攜妻女離開約姆戰士團。托爾芬和托魯克爾繼續進行決鬥，就在托魯克爾準備給托爾芬致命一擊時，阿謝拉德利用劍刃反光讓他暫時失明，托爾芬則趁隙挖出他的左眼。托魯克爾的手下隨即圍攻托爾芬，托魯克爾喝斥玷汙決鬥的手下，並承認自己落敗。庫奴特抵達現場，表示自己沒有作為人質的價值，因為國王已經選擇大王子作為繼承者，並認為庫奴特會命喪沙場。庫奴特宣布自己的目標，阿謝拉德和托魯克爾決定效忠庫奴特。             |                     | |                    |                    |                            |                |
| 20 | 王冠 （）           | 佐藤誠之、三木敏明、村田睦明、山中正博、若狹賢史、山內遼、伊澤珠美、室山祥子、新宮祐介、山本無以、梁炳吉、宮崎里美、辻村幸輝、清水麻未、フュ トゥチャン ホアン                           | 豬原健太、瀨古浩司 | アベユーイチ       | 板庇迪                     | 2019年12月1日  |
| 1014年，庫奴特和他的部下與佛洛基率領的丹麥軍隊在根斯堡對峙，庫奴特進城後派托魯克爾和族長們飲酒作樂、攏絡關係，而自己則和阿謝拉德、托爾芬去晉見國王。然而大殿盡是伏兵，在國王準備殺死庫奴特時，阿謝拉德居中協調，表示庫奴特已經在倫敦打勝仗並將托魯克爾納入麾下，國王決定暫時放過庫奴特，而庫奴特也按兵不動。拉格納的弟弟古恩納表示願為庫奴特效勞，但阿謝拉德不信任他。 |                     | |                    |                    |                            |                |
| 21 | 再會 （）           | 千葉崇明、松本幸子、渡邊慶子、阿比留隆彥 | 豬原健太、瀨古浩司 | 大橋譽志光         | 須之內佑典                 | 2019年12月8日  |
| 在國王諭令下，庫奴特率領隨從前往諾森布里亞地區中被丹人佔領的貿易港城約克。當他的船隻渡過烏茲河時，庫奴特被暗箭射中，但該起暗殺實為阿謝拉特自導自演，遭暗殺的是擔任庫奴特替身的女奴，目的是散播國王想殺死王子的謠言，藉此讓國王無法對庫奴特不利，以免印證殺子傳聞。托爾芬殺死刺客後，和雷夫久別重逢，不過托爾芬無意歸鄉，一心想著復仇。之後，托爾芬再次向阿謝拉德提出決鬥，但在此之前，阿謝拉德先和重傷的表倫決鬥，將他送入英靈殿。 |                     | |                    |                    |                            |                |
| 22 | 孤狼 （）           | 山田真也、三木俊明、伊澤珠美、川崎玲奈 | 豬原健太、瀨古浩司 | 市村徹夫           | 江島泰男                   | 2019年12月15日 |
| 托爾芬和阿謝拉德展開決鬥，但過往十幾次的決鬥，讓阿謝拉德對托爾芬的所有戰技和弱點都瞭若指掌，托爾芬被打得昏迷不醒，之後庫奴特下令中止決鬥。阿謝拉德道出自己的過往，女奴之子的他因武藝出色而受父親注意，之後他弒父為母報仇，並嫁禍給兄長，表示自己蔑視只知戰鬥和復仇的維京人。阿謝拉德責備托爾芬在這十多年間毫無長進，只是個好用的棋子。庫奴特問阿謝拉德為何協助自己，阿謝拉德表示庫奴特適合成為維京人的王。 |                     | |                    |                    |                            |                |
| 23 | 失算 （）           | 佐藤誠之、山本無以、張紹偉、栗西祐輔、フュ トゥ、沈慜賢 | 豬原健太、瀨古浩司 | 小林敦             | 山本陽介                   | 2019年12月22日 |
| 斯韋恩王在約克召開御前會議，丹麥各族長談論著暗殺謠言。國王發表談話，宣布丹麥人征服英格蘭，也歡迎庫奴特的歸來，並將英格蘭最繁盛的麥西亞地區分封予他，之後下旨征服愛爾蘭。就在阿謝拉德以為自己的策略奏效時，國王又宣布攻打威爾斯，出乎阿謝拉德的預料，而佛洛基注意到這一點，向國王稟報這可能是阿謝拉德的弱點。阿謝拉德向托魯克爾承認威爾斯是自己的祖國，但他想不到對付國王的辦法，感嘆自己運氣將盡。另一方面，托爾芬因鬧事而入獄，雷夫前來探監，表示會帶他回故鄉冰島，希望托爾芬與他一同尋找豐饒的大地文蘭。 |                     | |                    |                    |                            |                |
| 24 | 序章完結 （）       | 門脇聰、千葉崇明、辻村幸輝、手塚響平、松本幸子、村田睦明、室山祥子、山中正博、梁炳吉、若狹賢史、渡邊慶子                                                                                 | 豬原健太、瀨古浩司 | 松林唯人、籔田修平 | 松林唯人、籔田修平         | 2019年12月29日 |
| 雷夫差點成功說服托爾芬搭船回鄉，但托爾芬選擇回到會議。在會議上，阿謝拉德接受斯韋恩王的賞賜時，大膽質疑討伐威爾斯的命令，阿謝拉德聲稱該國地勢險峻、物產貧瘠，沒有征討價值，應與之結盟。斯韋恩王出乎意料地接受此諫，但逼他在威爾斯和庫奴特之間做出選擇，如果他想保住威爾斯，就必須交出庫奴特的首級。面對斯韋恩王的刁難，阿謝拉德侮辱斯韋恩王，說出自己的真名「路奇烏斯·阿托里烏斯·卡司圖斯」，為真正的不列顛之王，之後他當眾弒君。庫奴特意識到阿謝拉德的選擇同時保護了自己和威爾斯，並親手殺死阿謝拉德。托爾芬到場後抱住倒下的阿謝拉德，被奪走復仇機會的托爾芬憤而劃傷庫奴特。乘著手刃弒君反賊的氣勢，庫奴特登上英格蘭王位，托爾芬則遭護衛拖走，並落下手中的匕首，那是他父親的遺物。 |                     | |                    |                    |                            |                |
| 第2部 |                     | |                    |                    |                            |                |
| 1 | 奴隸 （）           | 鈴木幸江、若狭賢史、藤田亜耶乃、本多みゆき、LEE MI YOUNG、工藤晃子、稲田俊子 | 瀬古浩司           | 籔田修平           | 新井宣圭、山本陽介         | 2023年1月10日  |
| 艾納爾一家在英格蘭北部的村莊過著平靜的農耕生活，在村莊遭受維京人洗劫後，艾納爾的母親中箭身亡，妹妹羅塔也在反擊過程中殞命。艾納爾和其它戰俘一起被帶到丹麥作為奴隸出售，儘管他一度逃跑，但在被抓回並遭到毆打後只能認命。艾納爾被克提爾買下，在他的農場工作，並在那裏遇見同樣淪為奴隸的托爾芬。 |                     | |                    |                    |                            |                |
| 2 | 克提爾的農場 （）   | 井上修一、辻村幸輝、若狹賢史 | 瀬古浩司           | 松林唯人           | 板庇迪                     | 2023年1月17日  |
| 克提爾把田地租給艾納爾，期許他憑自身努力贖回自由。面對重度勞動和幫工間的剝削，身為前輩的托爾芬指導艾納爾伐木和禮節，艾納爾對同為奴隸的阿奴納一見鍾情。克提爾的兒子奧爾瑪不甘在鄉下耕田，也無意繼承農場，夢想到英格蘭提劍上戰場，殺敵立功成就大事業。 |                     | |                    |                    |                            |                |
| 3 | 蛇 （）             | 村田睦明、梁炳吉 | 瀬古浩司           | 左藤洋二           | 左藤洋二                   | 2023年1月24日  |
| 對自身處境相當不滿的奧爾瑪在喝醉後和自己的保鑣狐和獾拔劍相向，而他無論心態和實力都不成熟，狐建議他透過殺人建立自信。他們決定殺死托爾芬和艾納爾，艾納爾竭力反抗，但托爾芬自願被砍且紋絲不動，他表示自己不畏懼死亡，因為他不曾因活著感到開心。狐和獾的大哥蛇對遭受凌遲仍不眨眼的托爾芬感到欽佩，喝令狐停手，並要獾解釋現狀。 |                     | |                    |                    |                            |                |
| 4 | 覺醒 （）           | 吉岡毅、平野翔、迎千葉瑠 | 瀬古浩司           | 小林敦             | 左藤洋二                   | 2023年1月31日  |
| 蛇在了解情況後解決了此事，同時也透過比劃，讓托爾芬意識到自己仍想活下去。之後艾納爾問起托爾芬的經歷，得知他殺人無數後，曾試圖趁他熟睡時殺他。托爾芬持續受到戰爭的夢魘所困，其痛苦的神情讓艾納爾最終沒能下手，但他的舉動也叫醒托爾芬。艾納爾告訴他生命中仍有許多好事，托爾芬誤以為艾納爾在自己做惡夢時喚醒自己，便向他說了謝謝。 |                     | |                    |                    |                            |                |
| 5 | 血路 （）           | 平野繪美、耳浦朋彰 | 瀬古浩司           | 深瀬重             | 谷明親                     | 2023年2月7日   |
| 斯韋恩王駕崩後，丹麥和英格蘭再度刀劍相交，庫奴特繼承父親霸業，而埃塞爾雷德二世也宣稱自己為英格蘭王，國家局勢紛亂不止，為庫奴特效力的托魯克爾提醒他，稱他的成王之路必定由鮮血鋪成。埃塞爾雷德的忠臣埃爾特里克向庫奴特進貢，希望他停戰撤軍，庫奴特要他背叛君主，並在試探之後判斷埃爾特里克很有骨氣，便揭露自己已經打下麥西亞地區。1016年，埃塞爾雷德二世駕崩，繼承父業的愛德蒙同樣病歿。1018年，庫奴特正式登基，成為英格蘭國王。 |                     | |                    |                    |                            |                |
| 6 | 我想要一匹馬 （）   | 井上修一、辻村幸輝、若狭賢史、五十子忍 | 瀬古浩司           | 内田信吾           | 松井健人                   | 2023年2月14日  |
| 艾納爾和托爾芬持續開墾作業，他們想要馬來幫忙刨根犁地，便和克提爾的父親斯偉克訂下約定，為他幹活後借用他的馬和犁。除了斯偉克，兩人也因此和負責守夜的蛇更加熟識。斯偉克感嘆人不需要過多的財富，讓托爾芬頗有感觸。 |                     | |                    |                    |                            |                |
| 7 | 鐵拳克提爾 （）     | 村田睦明、五十子忍、西原沙紀、李恩榮 | 瀬古浩司           | 松林唯人           | 板庇迪                     | 2023年2月21日  |
| 艾納爾和托爾芬的麥田已經出苗，十分在意阿奴納的艾納爾也很好奇她要如何脫離奴隸身分。奧爾瑪的兄長托吉爾自戰場上歸來，炫耀自己的豐功偉業，也讓奧爾瑪知道自己的父親曾在戰場所向披靡，有「鐵拳克提爾」的稱號。蛇抓到了兩名竊賊，托吉爾和蛇都打算給予近乎死刑的嚴懲，而克提爾不忍心傷害他們，在斟酌之後只是略作懲罰。夜裡，克提爾向阿奴納傾訴，表示「鐵拳」之稱都是謊言，並表示她是自己唯一能透露真心話的人。 |                     | |                    |                    |                            |                |
| 8 | 空虛的人 （）       | 五十子忍、迎千葉瑠、村田睦明、李恩榮 | 瀬古浩司           | 川尻善昭           | 松林唯人                   | 2023年2月28日  |
| 飽受噩夢之苦的托爾芬想不起夢境內容，他開始向艾納爾道出自己的過去，並表示過去都活在戰場上的自己，在日常生活之中宛如空殼一般，斯偉克勉勵他應藉此試圖重獲新生。農場其他幫工十分鄙視艾納爾，將其麥田摧毀，兩人本想吞下這口氣，但在受到幫工挑釁後，托爾芬和艾納爾揮起憤怒的拳頭。 |                     | |                    |                    |                            |                |
| 9 | 誓言 （）           | 井上修一、辻村幸輝、吉岡毅、若狹賢史 | 瀬古浩司           | 小林敦             | 松井健人                   | 2023年3月7日   |
| 艾納爾逼退了幫工，使幫工留下威脅後蹣跚逃去。托爾芬持續被充斥血腥和屍骸的噩夢所苦，他夢見被自己殺死的人，並意識到自己已經脫離殺戮的地獄，必須一肩扛起沉重的生命，向前面對更艱鉅的人生挑戰。托爾芬發誓先前毆打幫工的行為是自己最後一次傷人，從此之後將改過自新。之後克提爾妥善地處理了這起耕地被毀的事件。 |                     | |                    |                    |                            |                |
| 10 | 被詛咒的元首 （）   | LEE MI YOUNG、井上修一、五十子忍 | 瀬古浩司           | 籔田修平、井上圭介 | 金子貴弘                   | 2023年3月14日  |
| 艾納爾和托爾芬終於將整片森林開墾完成，克提爾承諾兩人，只要他們完成播種就能成為自由民。庫奴特回憶起自己與王兄哈拉爾德的童年，哈拉爾德曾勉勵他要變得比自己和父王更強。如今哈拉爾德掌管丹麥，然而他身患重病，臨終前表示要將丹麥交給庫奴特。庫奴特再度看見斯韋恩王的幻影，並聽到他說頭戴兩頂王冠的庫奴特必定會加倍痛苦。 |                     | |                    |                    |                            |                |
| 11 | 王與劍 （）         | 辻村幸輝、村田睦明、平野翔、崔ふみひで、西原沙紀 | 瀬古浩司           | 内田信吾           | 石川依穂                   | 2023年3月21日  |
| 奧爾瑪在市集和雷夫的養子起衝突，這促使雷夫結識克提爾並得知他手下有個名為托爾芬的奴隸，但因為交通問題，雷夫難以前往克提爾的農場一探究竟。庫奴特接管丹麥後面臨財政危機，他決定增加直轄領地。克提爾想和新任陛下保持良好關係，便在托吉爾的介紹下晉見他。一同晉見的奧爾瑪急功好利，反在大庭廣眾下出醜，然而近衛長沃爾夫認為他易於操控、相當有利用價值。 |                     | |                    |                    |                            |                |
| 12 | 為了失去的愛 （）   | 藤田亞耶乃、丸山翔子、渡邊慶子、鈴木幸江、朱世傑、Yu Seung Hee、Kim Gyeong Hwan、LEE MI YOUNG、李少雷、袴田裕二、齋田惠瑠、明光、井元一彰                                                | 瀬古浩司           | 松林唯人           | 西山壯海                   | 2023年3月28日  |
| 士兵們代替近衛長向奧爾瑪傳話，順帶嘲弄他一番。奧爾瑪惱羞成怒挑起決鬥，並在托吉爾的激勵與沃爾夫暗助下首次殺人。克提爾父子三人因違規決鬥被捕，托吉爾反而殺死傳令兵並拷問對方，得知庫奴特原本就打算利用奧爾瑪逮捕克提爾。克提爾三人在雷夫的幫助下開始逃亡，同時承諾會以三倍價買下雷夫的貨，並將托爾芬給他。 |                     | |                    |                    |                            |                |
| 13 | 暗雲 （）           | 鈴木幸江、桑原干根、崔文英、篠原健二、皆川愛香利、稻田俊子、金田莉子 | 瀬古浩司           | 川尻善昭           | 青島昂希                   | 2023年4月4日   |
| 斯偉克在耕地時倒下，阿奴納負責照料他。艾納爾尚未決定脫離奴隸身分後該何去何從，只是仍掛念著阿奴納。奴隸格魯薩爾殺死主人後逃跑，闖進克提爾的農園，找到自己失散多時的妻子阿奴納。 |                     | |                    |                    |                            |                |
| 14 | 自由 （）           | LEE MI YOUNG、五十子忍、朱世傑、金田莉子 | 瀬古浩司           | 左藤洋二           | 左藤洋二                   | 2023年4月11日  |
| 蛇活捉了格魯薩爾。艾納爾希望讓阿奴納和丈夫團圓，並不惜與蛇作對，阿奴納道出自己和丈夫的過去，並表示自己不願再捲入糾紛，而是選擇保護好腹中克提爾的孩子。斯偉克透露了關於克提爾的往事，表示儘管阿奴納試圖迴避，也不可能躲過風暴。 |                     | |                    |                    |                            |                |
| 15 | 風暴 （）           | 秋田學、井上修一、桑原干根、辻村幸輝、新沼大祐、渡邊慶子 | 瀬古浩司           | 內田信吾           | 五十嵐季旺                 | 2023年4月18日  |
| 在阿奴納的幫助下，格魯薩爾掙脫束縛。托爾芬向艾納爾談起自己希望消除戰爭、減少奴隸，但兩人都不知道如何做到，只能將希望寄託在夢幻之地「文蘭」。 |                     | |                    |                    |                            |                |
| 16 | 大義 （）           | LEE MI YOUNG、田中志穗、小泉初榮、藤井大輝、金田莉子、辻村幸輝 | 瀬古浩司           | 川尻善昭           | 松林唯人                   | 2023年4月25日  |
| 蛇的手下搜查格魯薩爾的下落。艾納爾和托爾芬表示若阿奴納有意和格魯薩爾一同潛逃，自己將會協助。艾納爾擔任誘餌引開蛇的手下，而托爾芬為了救人一命，面對持械襲來的蛇，不得不久違地動用武力。 |                     | |                    |                    |                            |                |
| 17 | 歸路 （）           | 若狹賢史、丸山翔子、朱世傑、藤田亞耶乃、吉岡毅、葛歡 | 瀬古浩司           | 小林敦             | 石川依穗、內田信吾         | 2023年5月2日   |
| 蛇和托爾芬打得不分高下，但蛇智高一籌，趁隙刺了格魯薩爾一刀。彌留之際格魯薩爾的反將蛇勒昏，並和阿奴納踏上歸家之途。格魯薩爾回想起自己養育孩子的經歷，並感嘆自己錯過與孩子相處的時光。不久之後，格魯薩爾便在阿奴納懷中嚥氣。 |                     | |                    |                    |                            |                |
| 18 | 最初的手段 （）     | 鈴木幸江、松岡秀明、井上修一、渡邊慶子、金田莉子 | 瀬古浩司           | 宮繁之             | 山本陽介                   | 2023年5月9日   |
| 艾納爾、托爾芬和阿奴納遭到關押。克提爾父子三人回農莊備戰，雷夫也隨著來到農莊，準備幫艾納爾和托爾芬贖身。克提爾得知阿奴納企圖逃跑後由愛生恨，差點把她打死，並表現出強烈的佔有慾，他對自己的財產被人奪走怒不可遏，決心拔劍對抗國王。 |                     | |                    |                    |                            |                |
| 19 | 克提爾農場之戰 （） | 金田莉子、辻村幸輝、小泉初榮、LEE MI YOUNG | 瀬古浩司           | 宮繁之             | 石田貴史                   | 2023年5月16日  |
| 克提爾召集數百人，與庫奴特的軍隊兵刃相向，並認為自己很有勝算，然而蛇卻認為必敗無疑。趁著雙方開戰，托爾芬和艾納爾暗中帶走重傷的阿奴納，托吉爾走水路抄到庫奴特的背後，伺機偷襲。 |                     | |                    |                    |                            |                |
| 20 | 痛苦 （）           | 鈴木幸江、金田莉子、藤田亞耶乃、朱世傑、若狹賢史 | 瀬古浩司           | 森本育郎           | 青島昂希                   | 2023年5月23日  |
| 克提爾的部下被殺得潰不成軍，在庫奴特下令收拾戰場時，托吉爾趁機弒君，但最終沒能取到項上人頭。另一頭，重傷的阿奴納失去了求生意志，即使艾納爾呼喊她的名字並向她告白，阿奴納仍撒手人寰。托爾芬阻止艾納爾向克提爾報仇，並打算找庫奴特，勸他停止戰爭。托爾芬表示，自己曾對逃離戰爭的祖先感到羞恥，但如今感到驕傲。 |                     | |                    |                    |                            |                |
| 21 | 勇氣 （）           | 金田莉子、藤田亞耶乃、鈴木幸江、朱世傑、柴田志朗、若狹賢史、辻村幸輝 | 瀬古浩司           | 城所聖明           | 平向智子、久保太郎         | 2023年5月30日  |
| 奧爾瑪回到克提爾的農莊，見到缺胳膊斷腿的農奴們，又聽到他們發出的慘叫，便反胃到癱軟在地。面對庫奴特開出的停戰條件，托吉爾打算抗戰到底，但克提爾在重傷昏迷之前已指定奧爾瑪為後繼者，而奧爾瑪打算投降。奧爾瑪承認戰爭是因自己而起，並哭訴自己當時沒有忍受羞辱的勇氣。托爾芬自行代表克提爾求見庫奴特，但未被士兵們當一回事，他便和對方打賭，只要能挨住一百拳，就讓自己與庫奴特見面。 |                     | |                    |                    |                            |                |
| 22 | 叛逆的帝王 （）     | 井上修一、辻村幸輝、山本正文、渡邊慶子、吉岡毅 | 瀬古浩司           | 內田信吾           | 左藤洋二                   | 2023年6月6日   |
| 托爾芬稱自己無意與任何人為敵，他扛下了一百拳，並終於見到庫奴特。兩人敘舊之後，庫奴特無意退讓，他聲稱自己將繼續擴張財富和軍隊，建設人間樂園。 |                     | |                    |                    |                            |                |
| 23 | 兩條路 （）         | 井上修一、金田莉子、柴田志朗、朱世傑、鈴木幸江、辻村幸輝、藤田亞耶乃、山本正文、吉岡毅、若狹賢史                                                                                         | 瀬古浩司           | 小林敦             | 石川依穗                   | 2023年6月13日  |
| 托爾芬表示自己不打算與國王作對，即使面對威脅也只會逃跑，他的目標是建立另一片樂土，收容無法在庫奴特統治下生存的人。庫奴特聞訊後放聲大笑，因為他第一次遇到如此有趣的和談。之後庫奴特打消徵收農場的計畫，解散拖垮財政的駐英丹麥軍，在放棄軍事後，反而獲得英格蘭貴族的信賴。奧爾瑪則繼承家業，勤奮耕植。在安葬阿奴納後，托爾芬邀艾納爾到大海的另一頭，在文蘭建立沒有戰爭和奴隸的國度，並啟程回到故鄉。 |                     | |                    |                    |                            |                |
| 24 | 故鄉 （）           | 辻村幸輝、金田莉子、若狹賢史、藤田亞耶乃、鈴木幸江、今門卓也、井上修一、柴田志朗、山本正文、朱世傑                                                                                       | 瀬古浩司           | 松井健人、籔田修平 | 松井健人                   | 2023年6月20日  |
| 托爾芬回到故鄉冰島，雖然姊姊認不得他，但他母親赫爾加立刻就認了出來，並與他相擁而泣。托爾芬講述自己16年來的血淚經歷，並表示自己打算到文蘭建立和平國度，赫爾加支持他前往，而雷夫也願意贊助物資和經費。其後托爾芬剃去長髮和鬍鬚，和艾納爾展開行動。 |                     | |                    |                    |                            |                |

### 藍光與DVD
| 卷數 | 發售日期       | 收錄話數        | 規格編號   | 規格編號   |
| 卷數 | 發售日期       | 收錄話數        | 藍光版     | DVD版      |
| ---- | -------------- | --------------- | ---------- | ---------- |
| 1    | 2019年12月25日 | 第1話 ~ 第6話   | VPXY-71761 | VPBY-14870 |
| 2    | 2020年1月22日  | 第7話 ~ 第12話  | VPXY-71762 | VPBY-14871 |
| 3    | 2020年2月19日  | 第13話 ~ 第18話 | VPXY-71763 | VPBY-14872 |
| 4    | 2020年3月25日  | 第19話 ~ 第24話 | VPXY-71764 | VPBY-14873 |

## 外部連結
- VINLAND SAGA / 幸村誠 - Afternoon官方網站 - Moai （页面存档备份，存于）
- 電視動畫「VINLAND SAGA」官方網站 （页面存档备份，存于）
- 電視動畫「VINLAND SAGA」官方的X（前Twitter）